# Mährisch-Schlesische Städtebahn
Mährisch-Schlesische Städtebahn ist der historische Name einer Eisenbahnverbindung im heutigen Tschechien und Polen, die ursprünglich durch die k.k. privilegierte Kaiser Ferdinands-Nordbahn (KFNB) erbaut und betrieben wurde. Sie verläuft am Fuß der Mährisch-Schlesischen Beskiden von Kojetín (Kojetein) über Kroměříž (Kremsier), Hulín (Hullein), Valašské Meziříčí (Walachisch Meseritsch), Frýdek-Místek (Friedeck-Mistek), Český Těšín/Cieszyn (Teschen) und Skoczów (Skotschau) nach Bielsko-Biała (Bielitz / Biala).

## Geschichte
Die österreichische Nordbahn von Wien nach Krakau verlief – wie viele Eisenbahnen der Eisenbahnfrühzeit – meist in weiter Entfernung zu den Städten und Ortschaften. Vor allem in den Niederungen von March und Oder war die Strecke auf dem kürzestmöglichen Weg völlig geradlinig trassiert worden. Letztlich forderten die abseits liegenden Städte ihren eigenen Eisenbahnanschluss. Im Fall der Stadt Nový Jičín (Neutitschein) behalf man sich selbst und baute 1880 eine eigene Lokalbahn. Eine grundlegende Lösung des Verkehrsproblems war damit allerdings nicht verbunden.
Am 4. März 1886 lief das für 50 Jahre ausgestellte „ausschließliche Privilegium“ für die KFNB aus. Nach langen Verhandlungen einigte sich der österreichische Staat mit der KFNB auf eine neue Konzession, die neben dem Bau verschiedener Lokalbahnen auch den Bau einer leistungsfähigen Parallelstrecke zur österreichischen Nordbahn von Kojetín in Mähren bis Bielitz im Teschener Schlesien vorsah. Die Streckenführung folgte in Teilen der ursprünglich konzipierten Trasse für die österreichische Nordbahn, die wegen des Widerstandes einiger Städte seinerzeit nicht hatte realisiert werden können.
Der Bau der Strecke diente insbesondere auch militärischen Zwecken. Die österreichische Nordbahn verlief westlich von Krakau in unmittelbarer Nähe zur russischen Grenze, wo im Kriegsfall eine Unterbrechung der militärisch wichtigen Verbindung nach Galizien drohte. Im Zusammenhang mit der gleichzeitig gebauten Böhmisch-Mährischen Transversalbahn, der Mährisch-Schlesischen Nordbahn und der Galizischen Transversalbahn entstand so eine strategische Eisenbahnverbindung, die im Kriegsfalle schnelle Truppenverlegungen in West-Ost-Richtung quer durch den nördlichen Teil Österreich-Ungarns ermöglichen würde.
Zur Abrundung der Netzstruktur sah die Konzession die Einbeziehung der Strecke Kremsier–Hullein–Bistritz der Kremsierer Eisenbahn, der Strecke Krasna–Wallachisch Meseritsch der Österreichischen Lokaleisenbahngesellschaft (ÖLEG) und die Strecke Friedland–Friedek der Ostrau-Friedlander Eisenbahn (OFE) vor. Die Verhandlungen zum Kauf der Streckenabschnitte waren für die KFNB schwierig. Die Kremsierer Eisenbahn war nicht bereit, nur den Abschnitt Kremsier–Hullein zu verkaufen. Sie ging schließlich am 7. Jänner 1887 zur Gänze in das Eigentum der KFNB über. Die ÖLEG war bereit zu verkaufen, stellte aber zunächst unannehmbare finanzielle Forderungen. Erst nach längeren Verhandlungen erwarb die KFNB am 24. Dezember 1887 die gesamte Strecke, obwohl man von der 24 Kilometer langen Verbindung nur einen reichlichen Kilometer bei Wallachisch Meseritsch mit der Brücke über die Rožnovská Bečva benötigte. Mit der OFE einigte man sich schließlich auf einen Mitnutzungsvertrag, der erst nach umfassendem Erwerb von Aktien der OFE zustande kam.
Der Bau der Strecke begann schließlich am 7. April 1887. Am 1. Juni 1888 wurde sie eröffnet. Den Betrieb führte die KFNB selbst aus.
Nach der Verstaatlichung der KFNB am 1. Jänner 1906 gehörte die Strecke zum Netz der k.k. Staatsbahnen (kkStB). Ab 1. Jänner 1907 übernahmen die kkStB auch die Betriebsführung.
Die aus militärischen und wirtschaftlichen Gründen gebaute Bahn wies letztlich kaum einen Durchgangsverkehr auf. Im Sommerfahrplan 1912 gab es nur zwei Personenzugpaare, die von Kojetein, und drei, die von Hullein bis Bielitz durchliefen. Die meisten Reisezüge auf der Strecke dienten lediglich dem lokalen Verkehr auf Teilabschnitten.
Nach dem Zerfall Österreich-Ungarns infolge des Ersten Weltkrieges lag die Strecke infolge der Festlegung der Staatsgrenze an der Olsa anteilig auf dem Gebiet der Nachfolgestaaten Tschechoslowakei und Polen. Betreiber waren fortan die Tschechoslowakischen Staatsbahnen (ČSD) und die Polnischen Staatsbahnen (PKP).
Die Strecke besteht noch. Sie wird heute von den Eisenbahninfrastrukturunternehmen SŽ (Tschechien) und PLK (Polen) anteilig verwaltet.
Für weitere Informationen zur Mährisch-Schlesischen Städtebahn siehe Hauptartikel:
- Bahnstrecke Kojetín–Český Těšín
- Bahnstrecke Bielsko-Biała–Cieszyn

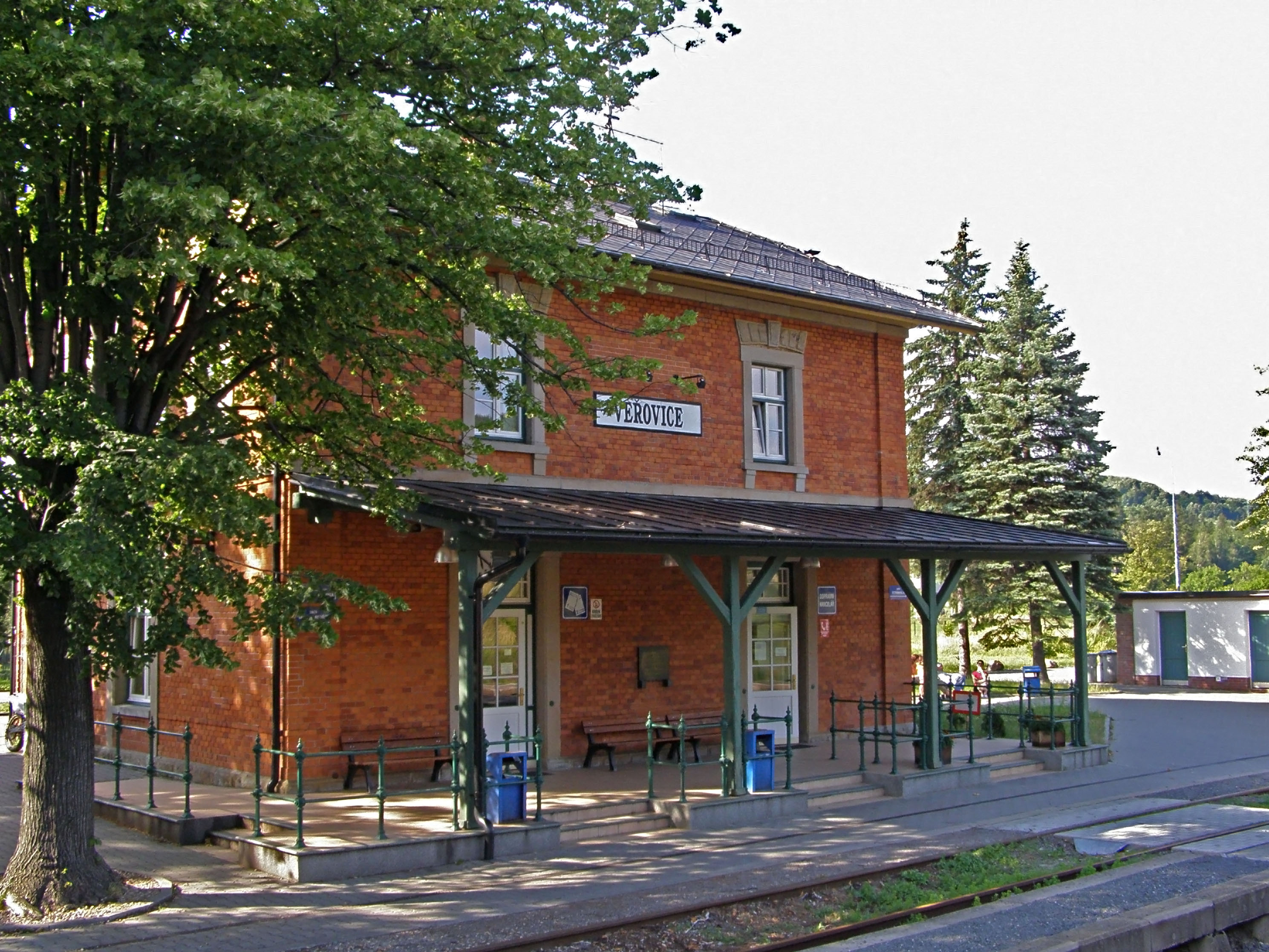
Veřovice
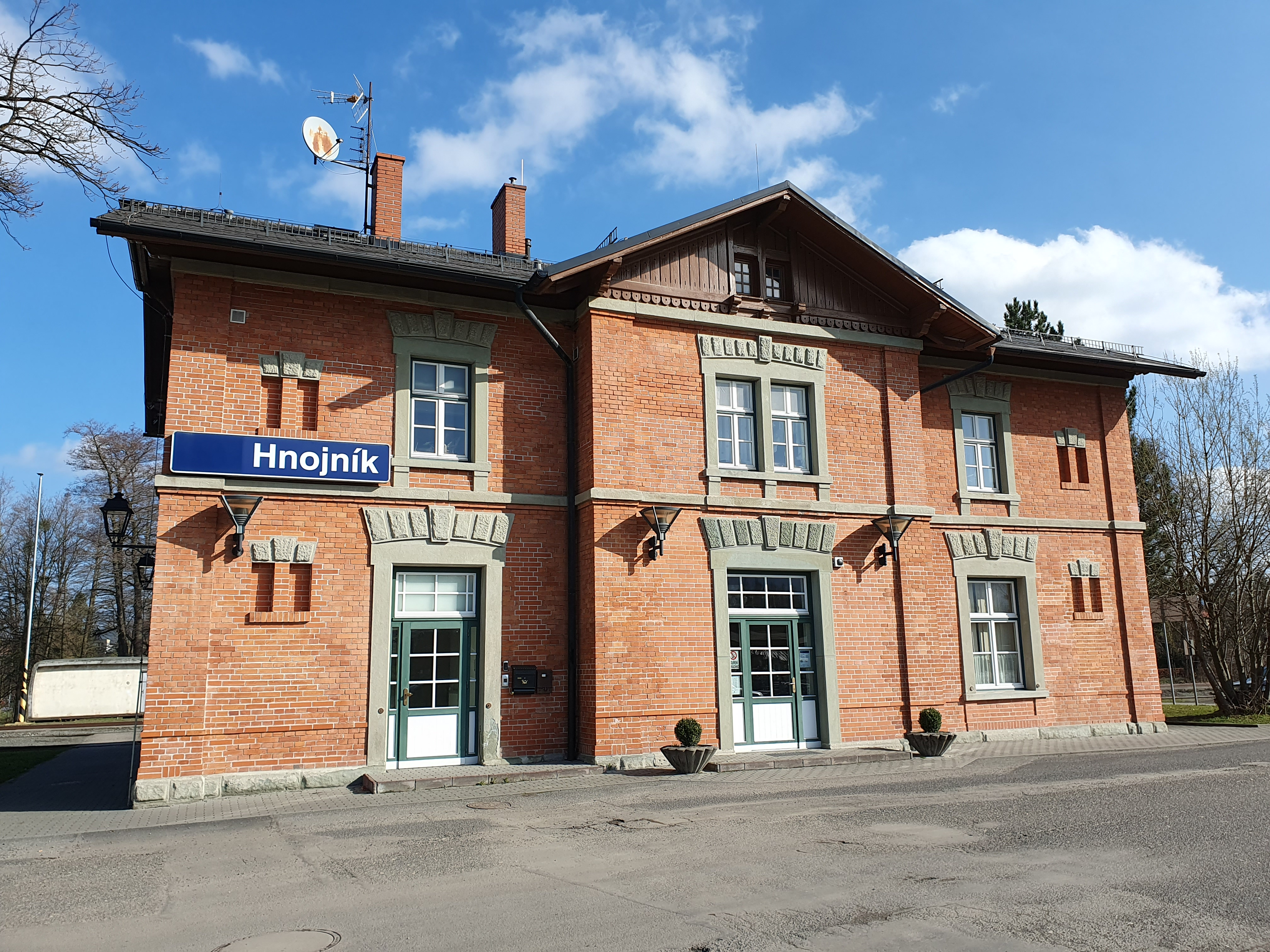
Hnojník
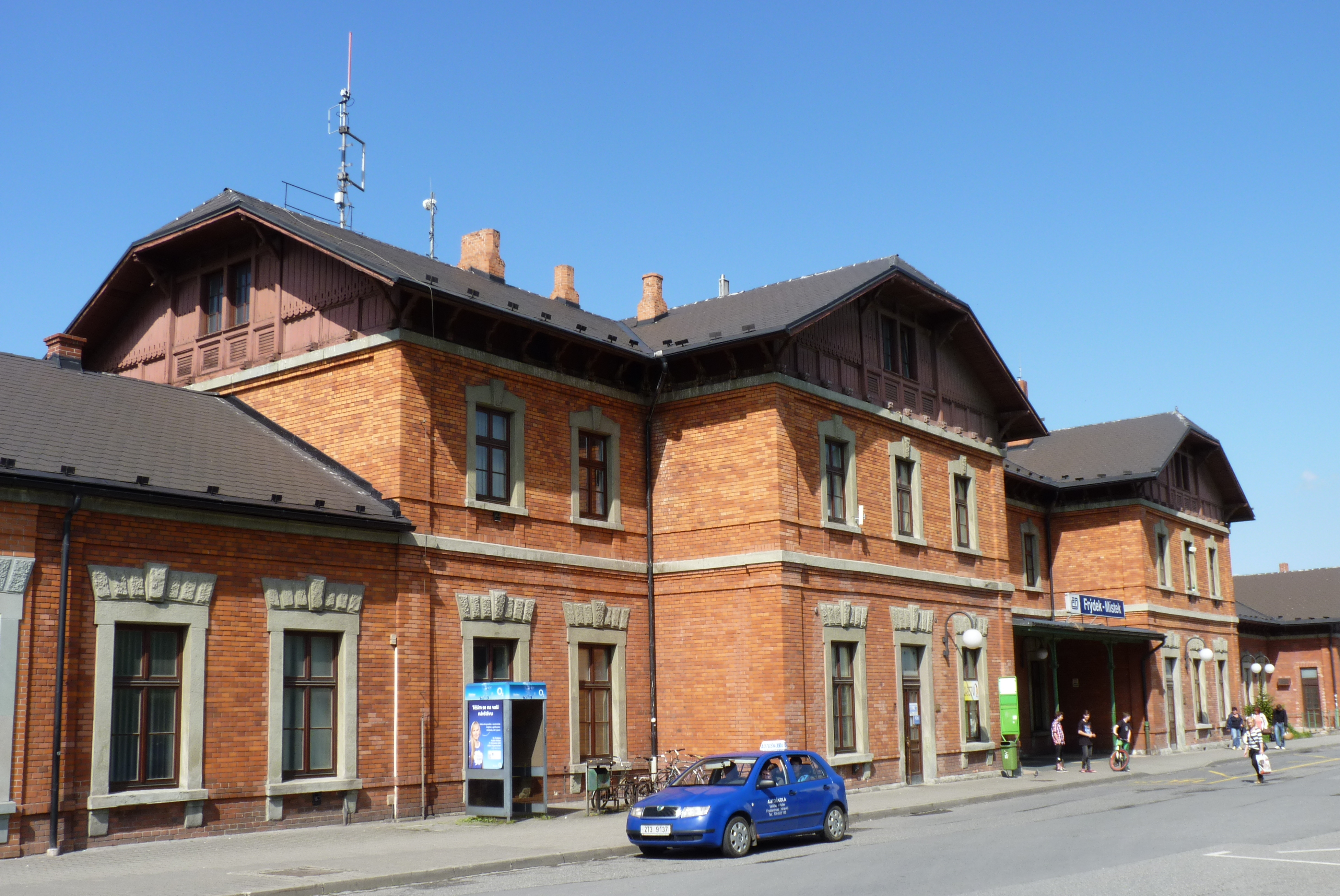
Frýdek-Místek
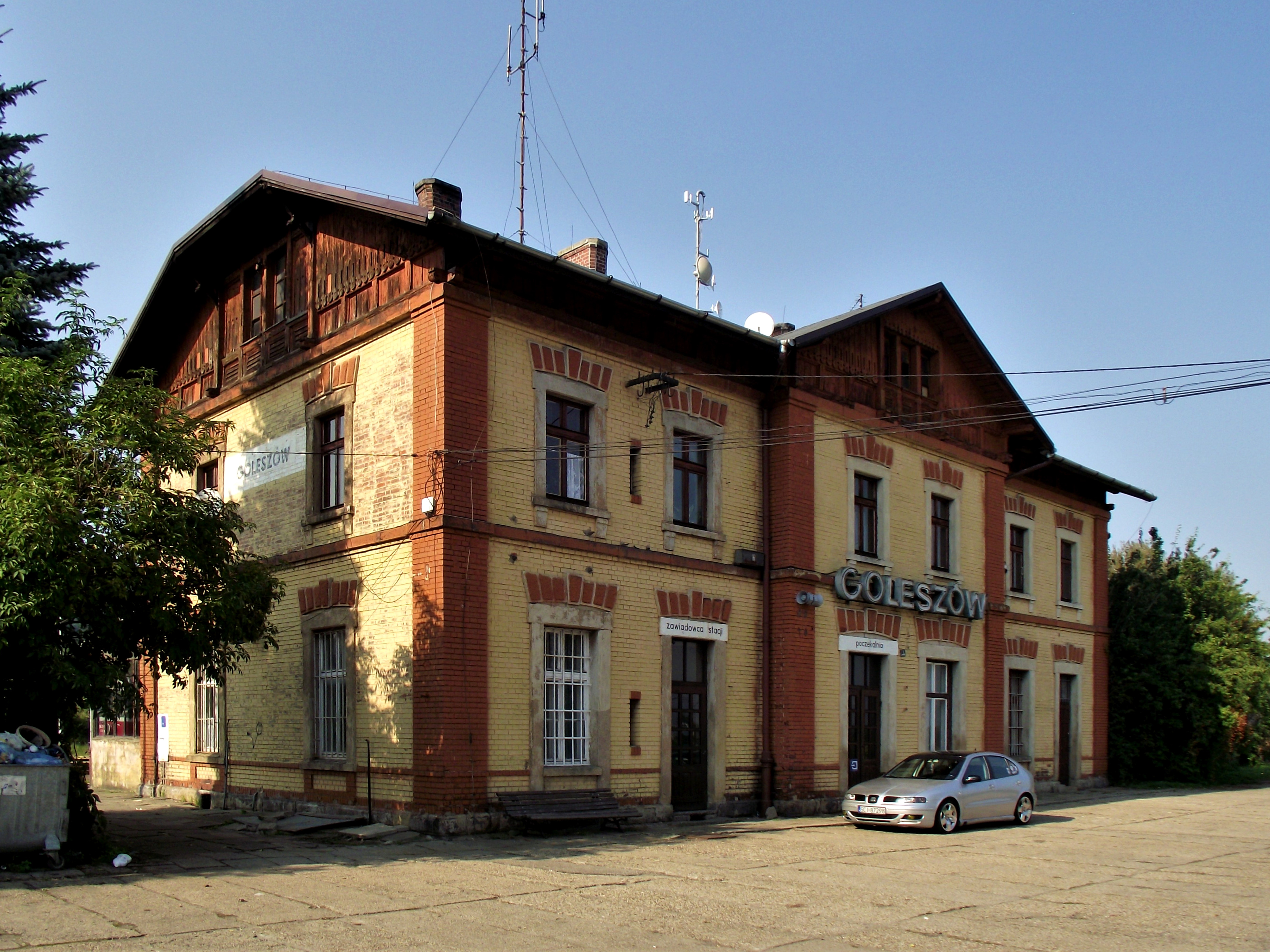
Goleszów
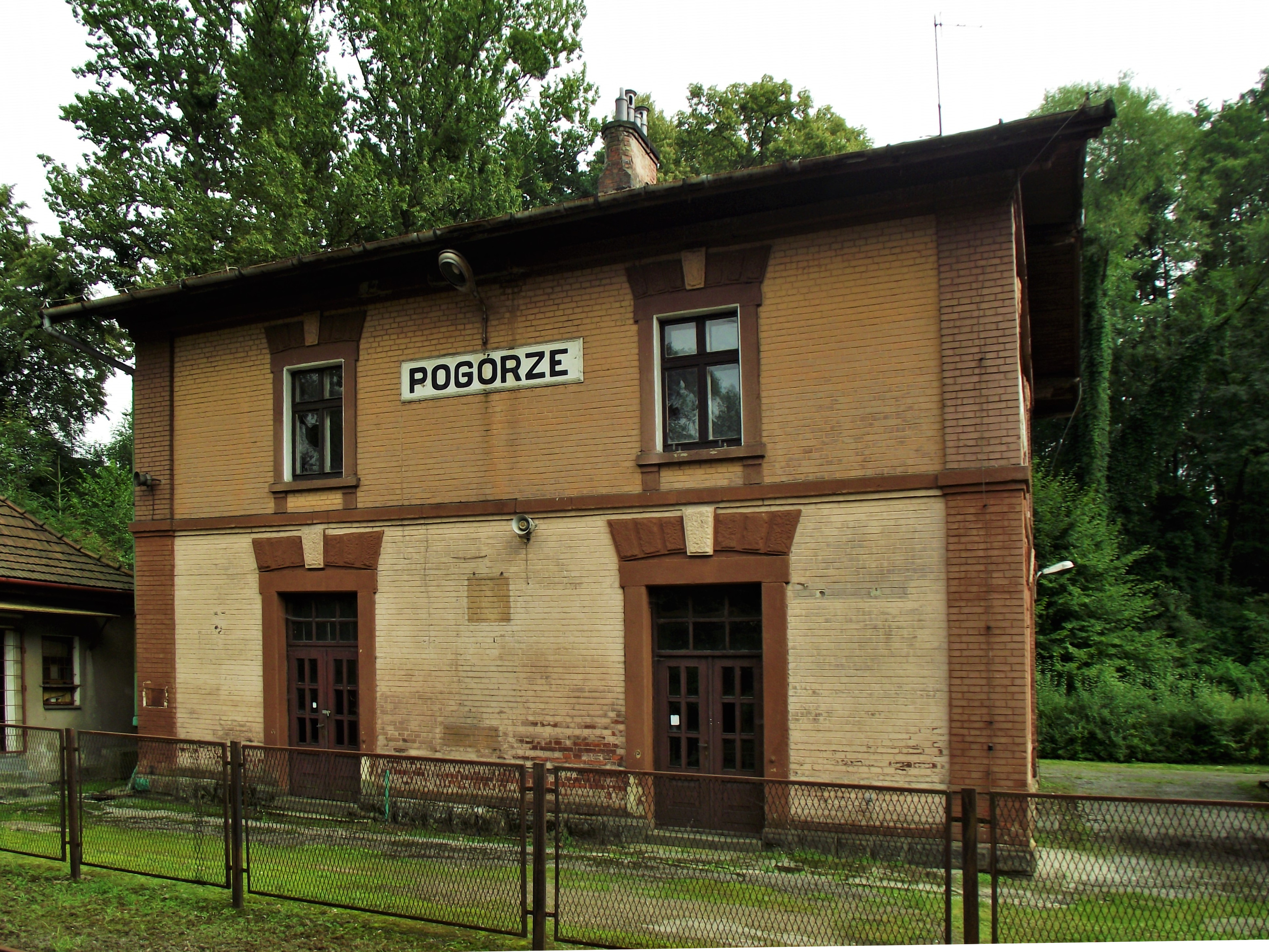
Pogórze
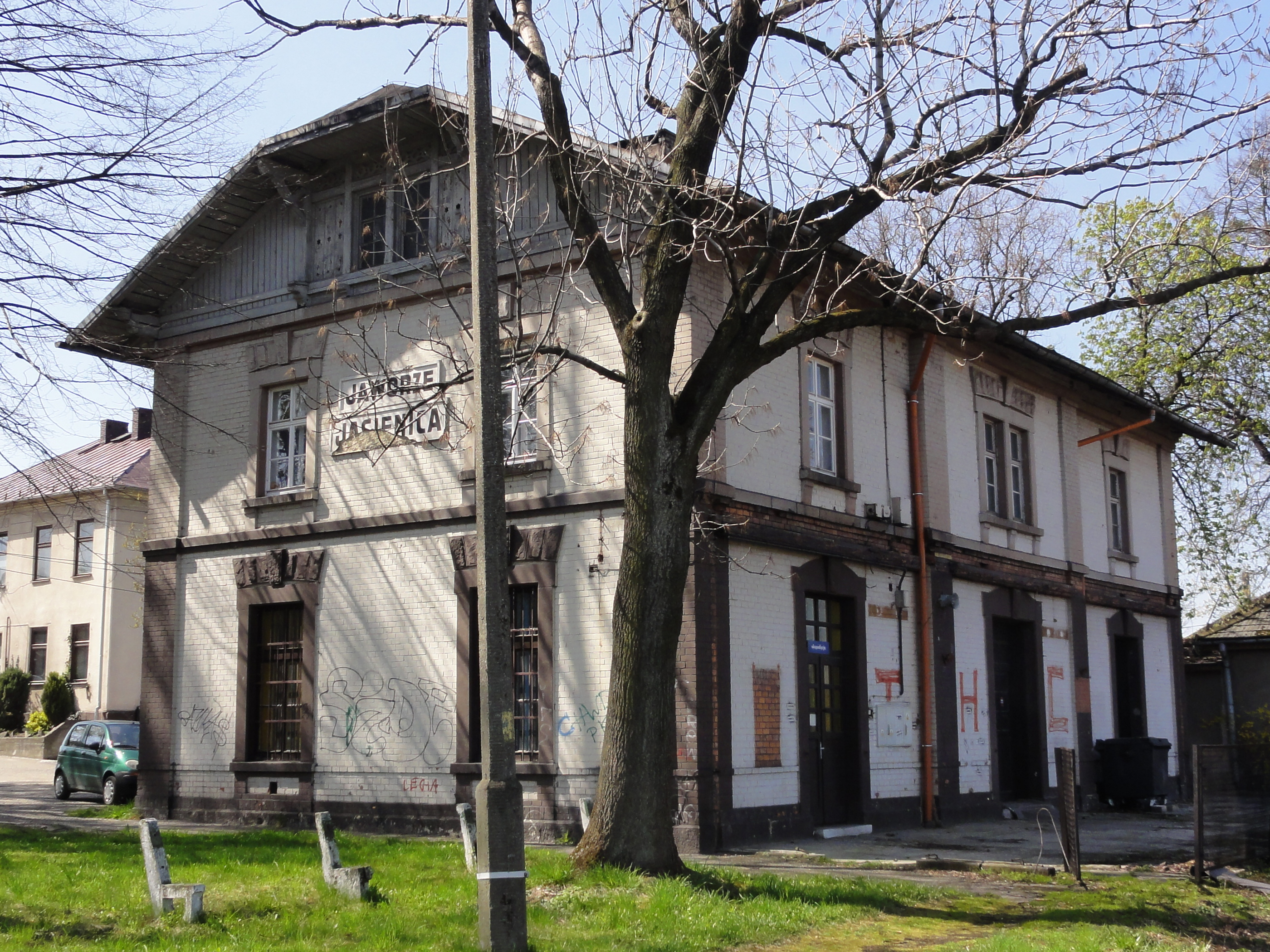
Jasienica
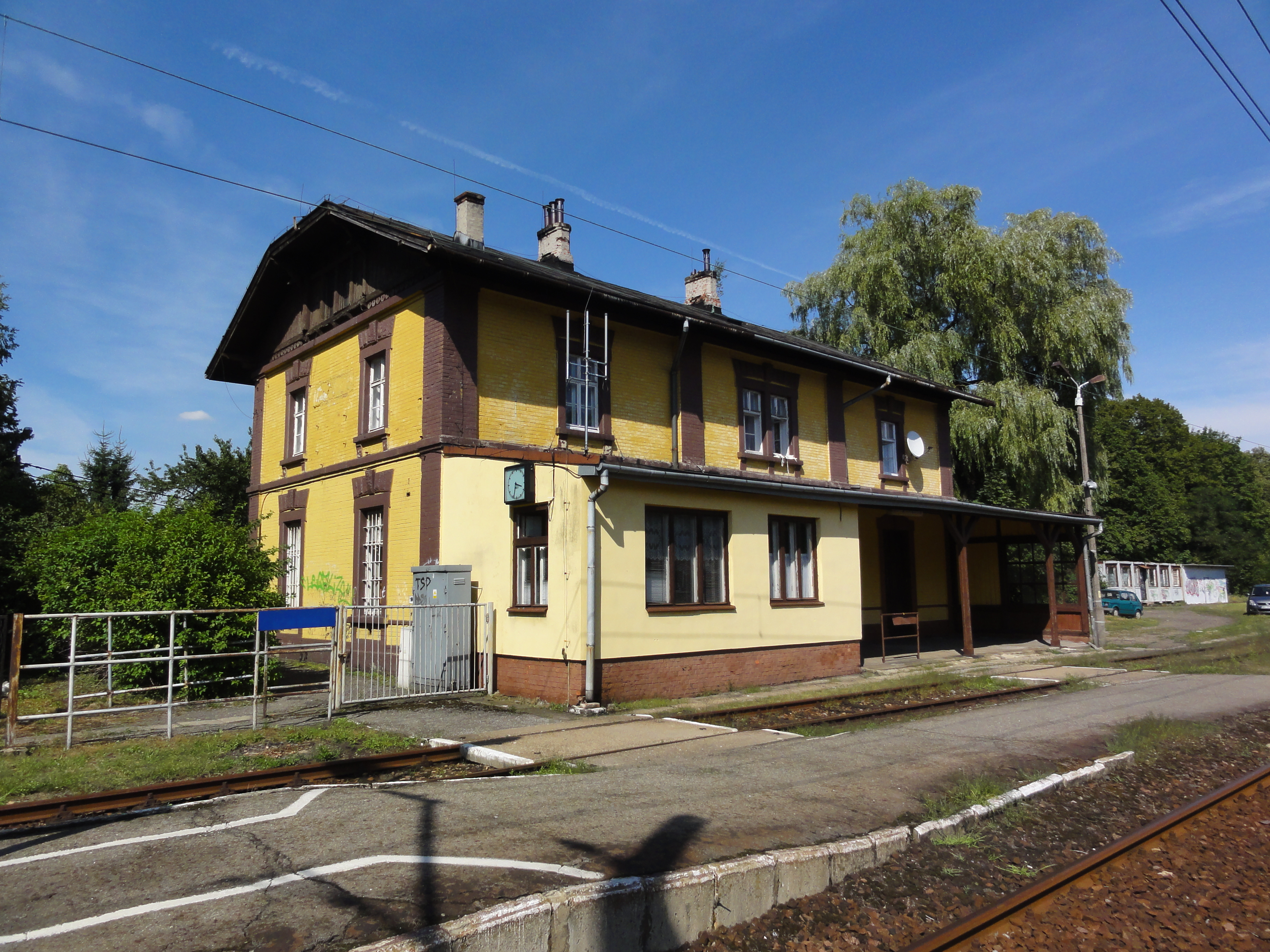
Wapienica